# Gammaracanthus caspius
Gammaracanthus caspius is een vlokreeftensoort uit de familie van de Gammaracanthidae. De wetenschappelijke naam van de soort is voor het eerst geldig gepubliceerd in 1896 door Sars.